# アルブレヒト7世 (メクレンブルク公)
アルブレヒト7世（Albrecht VII., 1486年7月25日 - 1547年1月5日）は、メクレンブルク公（在位：1503年 - 1520年）、メクレンブルク＝ギュストロー公（在位：1520年 - 1547年）。また、スカンディナヴィアの王位に対する権利を主張した。

## 生涯
メクレンブルク公マグヌス2世とゾフィー・フォン・ポンメルン＝シュテティーンの息子である。
デンマークの内乱（伯爵戦争）において、自由都市リューベックはアルブレヒト7世をさまざまな派閥との同盟に参加させ、デンマーク王位を約束した。しかし、デンマーク王クリスチャン3世はなんとか自らの王位を守った。オルデンブルク伯クリストファおよびアルブレヒト7世は1535年から1536年にかけてコペンハーゲンで包囲され、最終的に降伏した。

## 結婚と子女
1524年1月17日、ブランデンブルク選帝侯ヨアヒム1世の娘アンナ・フォン・ブランデンブルクと結婚した。この結婚で以下の子女が生まれた。
- マグヌス（1524年11月19日） - 生まれた日に死去
- ヨハン・アルブレヒト1世（1525年 - 1576年） - メクレンブルク＝ギュストロー公、のちメクレンブルク＝シュヴェリーン公
- ウルリヒ3世（1528年 - 1603年） - メクレンブルク＝ギュストロー公
- ゲオルク（1529年2月22日 - 1552年7月20日）
- アンナ（1533年10月14日 - 1602年7月4日） - クールラント・ゼムガレン公ゴットハルト・ケトラーと結婚
- ルートヴィヒ（1535年）
- ヨハン（1536年）
- クリストフ（1537年6月30日 - 1592年3月4日） - メクレンブルク＝ガーデブッシュ公。1573年にデンマーク王フレゼリク1世の娘ドロテアと結婚、1581年5月14日にエリサベト・ヴァーサと結婚。
- ゾフィー（1538年4月10日 - 1538年）
- カール1世（1540年9月28日 - 1610年7月22日） - メクレンブルク＝ギュストロー公